# Begonia bella
Espèce
Synonymes
- Begonia ningmingensis var. bella (préféré par NCBI)[2]

Begonia bella est une espèce de plantes de la famille des Begoniaceae.
Elle a été décrite en 2012 par Thamarat Phutthai.

## Répartition géographique
Cette espèce est originaire de Thaïlande.